# Vila (Monde lusophone)
Pour les articles homonymes, voir Vila.
 (mai 2009).
Si vous disposez d'ouvrages ou d'articles de référence ou si vous connaissez des sites web de qualité traitant du thème abordé ici, merci de compléter l'article en donnant les références utiles à sa vérifiabilité et en les liant à la section « Notes et références ».
Une vila, équivalant du « bourg » français, est un échelon intermédiaire de développement urbain au Portugal et dans le monde lusophone. Il témoigne du passage d'une agglomération rurale (aldeia) au statut d'agglomération urbaine, et fonde la municipalité urbaine. Historiquement, la vila a été un outil de peuplement et de colonisation du territoire portugais pendant la Reconquista, puis de l'Empire portugais à partir du XVe siècle. Au Portugal, dans les Indes portugaises et dans le Brésil colonial, dès lors qu'ils atteignaient certaines dimensions, les noyaux de peuplement informels ou villageois (povoação) étaient élevés au rang de vila, puis les vilas à celui de cidades (villes).
En accédant au statut de vila, un noyau de peuplement (village, colonie de peuplement ou colonie marchande) était considéré comme une entité urbaine à part entière. Il accédait dès lors au statut de « cité ». Il gagnait en autonomie administrative, disposait d'un Conseil Municipal (Câmara Municipal) qui avait le droit de lever des impôts, de promulguer des règlements (baixar posturas) et recevait un juge de première instance, un pilori et une prison publique. Le statut de cidade (ville), qui témoigne du développement démographique de la vila, était plutôt honorifique et n´ajoutait pas grand-chose du point de vue politico-administratif. C'est l'existence du Conseil Communal qui marquait l'existence de la cellule politico-administrative.
La vila portugaise se distingue du bourg français par la remarquable stabilité de son statut et de ses institutions depuis le Moyen Âge. On retrouve des vilas dans l'ensemble du monde lusophone.

## Au Brésil
La première vila du Brésil fut celle de São Vicente. São Paulo est élevée au statut de vila en 1560.
Aujourd'hui, au Brésil, cependant, comme le système administratif y est différent de celui du Portugal, le mot vila n'a plus aucune valeur administrative et la plus petite entité administrativement indépendante ayant un pouvoir législatif et exécutif est la municipalité (município).
La vila désigne aujourd'hui les quartiers populaires pauvres de l'État du Rio Grande do Sul essentiellement.